# مردم مهری
مهری، المهره، المِهری یا المَهری (عربی: المهرة) که به قبیله المهره نیز معروف است (عربی: قبيلة المهرة) یک گروه قومی عرب هستند که عمدتاً در عربستان جنوبی و جزیره گواردافوی کانال سوکوترا ساکن هستند.

## اصل و نسب
آنها از محرّه بن حیدان بن عمرو بن الحافی قضعه بن مالک بن عمرو بن مرّه بن زید بن مالک بن حیمیار هستند.

## توزیع
مهری ها یکی از بزرگترین قبایل در استان المهره یمن و در جزیره سقطری و استان ظفار عمان هستند. اعضای گروه مهری نیز در کشورهای دیگر در شبه جزیره عربستان، عمدتاً عمان، کویت، عربستان سعودی، امارات متحده عربی و سومالی یافت می شوند.
به گزارش اتنولوگ، در مجموع حدود ۱۱۵۲۰۰ سخنور مهری وجود دارد. از این تعداد، ۵۰۰۰۰ نفر در یمن (۲۰۱۱)، ۵۰۸۰۰ نفر در عمان (۲۰۰۰) و ۱۴۴۰۰ نفر در کویت (۲۰۰۰) زندگی می کنند،  و به گفته مقامات سعودی حدود ۲۰۰۰۰ سخنران مهری در عربستان سعودی وجود دارد.

## زبان
مهری ها به زبان مهری به عنوان زبان مادری خود صحبت می‌کنند. این متعلق به زیرگروه مدرن عربستان جنوبی (MSA) از شاخه سامی خانواده آفریقایی است. مهری به دو گویش اصلی تقسیم می‌شود: مهری شرقی (مهریوت) و مهری غربی (مهرییت). این اصطلاحات به نوبه خود دارای انواع شهری و بادیه نشین هستند. در جزیره سقطری، ساکنان مهری به زبان بومی سوقوتری مردم سقطری صحبت می کنند. زبان مهری با سایر زبان‌های جدید جنوب عربی مانند بثاری و سقوتری نزدیک‌ترین پیوند را دارد. این زبان‌ها در مجموع ویژگی‌های بسیاری را با زبان‌های قدیمی عربی جنوبی (عربی جنوبی اپیوگرافیک)، که توسط صابئیان، مینایی‌ها و قطبانیان باستان صحبت می‌کردند، مشترکند. علاوه بر این، بسیاری از مهری ها در یمن به عنوان زبان دوم عربی صحبت می کنند.

## دین
مهری ها عمدتا مسلمان هستند.

## ژنتیک
بر اساس تجزیه و تحلیل Y-DNA توسط Černý و همکاران. (۲۰۰۹)، بیشتر ساکنان سوکوترا، که برخی از آنها از نوادگان مهری هستند، به هاپلوگروپ پایه J تعلق دارند. حدود ۷۱.۴ درصد از آنها دارای J*(xJ1,J2) هستند که بالاترین فراوانی گزارش شده از کلاد پدری است.
از نظر مادری، هاپلوگروه پایه N نیز در بالاترین فرکانس خود در جزیره (۲۴.۳٪) رخ می دهد. تجزیه و تحلیل میتوکندری توسط Non (2010) نشان داد که هاپلوگروپ R0a (۲۷.۷٪) رایج ترین کلاد mtDNA در میان مهری ها در استان ماهرا است. دودمان بعدی مادری که توسط مهری متداول است، هاپلوگروه های H (۱۳.۹٪)، R2 (۱۳.۹٪)، L2a1 (۴.۶٪)، و K (۱.۵٪)، و همچنین زیرشاخه های مختلف از کلان هاپلوگروپ L xM,N) (۲۱.۵%).

## همچنین ببینید
- سلطان نشین مهرا
- سقطری

## یادداشت
1. ↑  "Mehri (Arab Salah)". IRBC. Retrieved 25 August 2013.
2. 1 2 3 4  "Mehri | Ethnologue Free". Ethnologue (Free All) (به انگلیسی). Retrieved 2023-03-23.
3. ↑  "20 ألف سعودي يتحدثون اللغة "المهرية"". 21 June 2012.
4. 1 2  Cerny, Viktor; Pereira, Luísa; Kujanová, Martina; Vasikova, Alzbeta. "Out of Arabia—The settlement of Island Soqotra as revealed by mitochondrial and Y chromosome genetic diversity". researchgate. American Journal of Physical Anthropology.